# Plicul (piesă de teatru)
Plicul este o piesă de teatru scrisă de Liviu Rebreanu.

## Personaje[1]
- Jean Arzăreanu, primar
- Victoria, soția lui
- Nicolae Flancu, cumnat
- Constantin Hurmuz, naș
- Gheorghe Galan, șeful gării
- A. Albeanu, ziarist
- Haralamb Minta, inspector
- Ion Taman, acar

## Teatru radiofonic
- 1955 - cu Grigore Vasiliu-Birlic, Radu Beligan, Ștefan Ciubotărașu, Nicky Atanasiu, Ion Talianu, Nicu Dimitriu, Virginica Romanovschi, Nicolae Meicu, Mircea Septilici, Mircea Constantinescu, Coca Enescu, Ion Iliescu, Puiu Dumitrescu, Leontina Ioanid, Tiberiu Simionescu, regia Constantin Moruzan[2]

## Primire
„"O întâmplare fericită a făcut să mă întâlnesc cu “Plicul” marelui prozator Liviu Rebreanu. Fin observator al societății românești interbelice, în singura lui încercare dramatică, reușește să redea tarele unei lumi în formare. Premiera a avut loc în anul 1923. Citind textul am constat cu surprindere, exclamând, “parcă-i azi”… Cu tristețe am realizat că anumite proaste obiceiuri s-au pietrificat în forma genetică a spiritului românesc. Plicul a devenit arhetipul reprezentării societății. “Plicul” încorporează în el iubirea, libertatea, speranța, devenirea… De la o scrisoare de dragoste, la mită, totul se traduce prin cât de gros este plicul. Tristă realitate că împlinirea spirituală și socială depinde numai de plic. Plicul, mita, șpaga, iată flagelul acestei societăți. Putem încerca să-l eradicăm prin justiție sau prin umor. Comedia “Plicul” asta încearcă. Prin râs, o fină și ironică dojană, întru speranța zilei de mâine". Mircea Anca”